# Бичок-хромогобіус
Бичок-хромогобіус (Chromogobius) — рід риб родини бичкових (Gobiidae). Поширені у Середземному морі та у прилеглих ділянках Атлантики, у прибережних водах Канар і Мадейри.

## Види
Рід містить три види:
- Chromogobius britoi (Van Tassell, 2001)
- Chromogobius quadrivittatus (Steindachner, 1863) — Бичок смугастий
- Chromogobius zebratus (Kolombatovic, 1891)